# Тамара Десні
Тамара Десні (22 жовтня 1911, Берлін — 7 лютого 2008, Валанс (Тарн і Гаронна), Франція) — популярна актриса британського кіно та театру, танцівниця, співачка, донька української актриси  німого кіно Ксенії Десні.

## Біографія
Тамара Бродська-Десні народилася 1911 року в Берліні. Її мати — популярна актриса німецького кіно Ксенія Десні, відома як Дада, батько — німецький промисловець Бродський, що невдовзі покинув сім'ю задля кар'єри в США.
Тамара Десні дебютувала в кінематографі в 1931 році, знявшись у фільмі «Der Schrecken der Garnison» (Terror of the Garrison). Того ж року вона тріумфально дебютує на  лондонській театральній сцені в опереті «Готель Білий кінь» (White Horse Inn) в Колізей-Театрі (Coliseum Theatre).
Десні знялась у своєму першому британському фільмі «Falling for You» в 1933 році.
Наступні фільми «Заборонена територія» (Forbidden Territory) (1934), комедія «Які шанси?» (How's Chances?) (1934), «Темний світ» (Dark World) (1935), «Сизий дим» (Blue Smoke) (1935) принесли їй неабияку популярність.
Пік популярності Тамари Десні як кіноактриси припадає на 1937, коли вона знялася в музичній комедії «The Squeaker» та епічній драмі «Англія у вогні / Fire Over England» разом з великим Лоуренсом Олів'є. В першій стрічці вона виступила в амплуа артистки кабаре, виконавши потім відомі пісні «He's Gone» та «I Don't Get Along Without You» в манері Марлен Дітріх. Друга картина, не зважаючи на художні переваги, запам'яталась публіці перш за все як фільм, що звів разом Лоуренса Олів'є та Вів'єн Лі.
З 1939 по 1945 рік Тамара Десні не знімалася в кіно, а згодом, повернувшись на екрани, знялась у кількох низькобюджетних картинах, після чого остаточно покинула кінематограф.
В 1950 році Тамара Десні разом з матір'ю Ксінією Десні та чоловіком переїхала до Франції, де відкрила успішний готель-ресторан L'Auberge Chez Tamara на Лазуровому узбережжі в Грасі.